# Józef Górski (prawnik)
Józef Górski (ur. 16 lutego 1904 w Śnietni, gm. Szymanowice, zm. 5 lutego 1983 w Poznaniu) – polski prawnik, profesor prawa UAM, rektor Wyższej Szkoły Ekonomicznej w Poznaniu.

## Życiorys
Urodził się 16 lutego 1904 w Śnietni, gm. Szymanowice, w rodzinie Wojciecha i Katarzyny z Walkowiaków. Uczył się w gimnazjum w Liskowie, potem w gimnazjum w Pleszewie, które ukończył egzaminem dojrzałości w 1923. W 1927 ukończył studia na wydziale prawnym Uniwersytetu Poznańskiego (doktorat 1930 na podstawie rozprawy Umowa wydawnicza na podstawie polskiej ustawy z 29 marca 1926 o prawie autorskiem). Studia uzupełniające odbył w Paryżu (1928–1929) i Berlinie (1932). W 1938 przeprowadził habilitację w zakresie prawa cywilnego na podstawie pracy Przygotowanie umowy w świetle kodeksu zobowiązań Od 1938 był docentem prawa cywilnego Uniwersytetu Poznańskiego i profesorem Wyższej Szkoły Handlowej w Poznaniu.
Podczas okupacji niemieckiej pracował w przedsiębiorstwie handlowym. W 1940 został aresztowany i więziony na Pawiaku. W 1944 przeniesiony do obozu w Krakowie-Płaszowie, gdzie doczekał wyzwolenia.
Po wojnie profesor Uniwersytetu im. Adama Mickiewicza w Poznaniu (wydział prawa), rektor Wyższej Szkoły Ekonomicznej w Poznaniu, członek rad naukowych Instytutu Ekonomiki Transportu w Warszawie i Instytutu Morskiego w Gdańsku.
Działał społecznie w Zrzeszeniu Prawników Polskich, Polskim Towarzystwie Ekonomicznym, Poznańskim Towarzystwie Przyjaciół Nauk. Od 8 lutego 1960 do 12 lutego 1961 był prezesem Towarzystwa Miłośników Miasta Poznania. Był przewodniczącym grupy inicjatywnej założenia w Poznaniu oddziału Towarzystwa Przyjaźni Polsko-Radzieckiej, do czego doszło 12 października 1945.
W dniu 1 października 1976 otrzymał tytuł doktora honoris causa Akademii Ekonomicznej w Poznaniu.
Jego bratem był Władysław Górski, profesor Uniwersytetu Szczecińskiego. Od 24 kwietnia 1930 był mężem Celiny z Zarembów.
Zmarł 5 lutego 1983 w Poznaniu. Pochowany 11 lutego 1983 na cmentarzu na Junikowie (pole 27 kwatera D-1-16).

## Ordery i odznaczenia
- Krzyż Komandorski Orderu Odrodzenia Polski (1959)
- Krzyż Oficerski Orderu Odrodzenia Polski (19 sierpnia 1946)[6]
- Złoty Krzyż Zasługi (31 lipca 1946)[7]
- Medal Komisji Edukacji Narodowej
- Złota Odznaka Honorowa Gryfa Pomorskiego